# Charles Norry
Pour les articles homonymes, voir Norry (homonymie).
Charles Norry, né le 30 septembre 1756 à Conflans-Charenton et mort à Paris le 16 novembre 1832, est un architecte français.

## Biographie

### Formation et carrière avant 1798
Fils de Nicolas Norry, jardinier de M. de Montmartel au château du Petit-Bercy à Conflans-Charenton, Charles Norry étudie l'architecture à l'école de l'Académie royale, où il a pour maître Charles De Wailly, qu'il suit et assiste dans ses travaux à Cassel et à Berlin.

Il est ensuite l'inspecteur des travaux du futur théâtre de l'Odéon (1779-1782), dont son maître et Peyre l'aîné ont conçu les plans. Il poursuit sa formation par l'indispensable voyage à Rome, où il se lie d'amitié avec le peintre Lemonnier.

De retour à Paris, il est nommé, sous la direction de Couture, inspecteur des travaux de l'église de la Madeleine, mais il bâtit également des maisons pour des particuliers.
Pendant la Révolution, il adresse plusieurs projets au nouveau régime : il présente notamment en 1790 un plan d'aménagement et d'ameublement néoclassique, à l'antique et fonctionnel, des salles de tribunaux. Sous la Première République, Norry, qui a son propre atelier au Louvre, propose à la Convention un plan d'achèvement du Panthéon.

### Membre de l'expédition d’Égypte (1798)
En 1798, il est, avec Balzac, Protain et Lepère, l'un des quatre architectes attachés à l'expédition d'Égypte, où il est admis, le 22 août, parmi les membres de l'Institut d'Égypte, dans la section de littérature et des beaux-arts. Déçu par le délabrement d'Alexandrie, où il débarque le 4 juillet, il étudie cependant avec attention plusieurs monuments antiques, dont il établit des relevés très précis. Pour prendre les mesures exactes de la colonne de Pompée, il n'hésite pas à se hisser au moyen de moufles et de cordages (mis en place grâce à un cerf-volant) sur le chapiteau corinthien de ce monument haut de vingt mètres. En septembre, il passe avec ses confrères par Rosette et Gizeh pour se rendre au Caire, où il assiste aux festivités organisées le premier jour de l'An VII (22 septembre). Il fait ensuite partie des savants qui visitent Gizeh, dont ils escaladent la grande pyramide. Le 24 septembre, Bonaparte le charge de transformer une maison de campagne d'Ibrahim Bey en fabrique de poudre. Le 12 octobre, il est nommé par ses confrères de l'Institut d’Égypte dans plusieurs commissions chargées, entre autres, de réparer l'aqueduc amenant les eaux du Nil à la citadelle du Caire et de mener les études nécessaires à l'établissement d'un observatoire astronomique.
Souffrant de problèmes de santé, Norry renonce à se rendre à Thèbes et obtient l'autorisation de rentrer en Europe : il quitte donc Le Caire dès le 20 octobre, à la veille de la grande révolte, et rejoint Alexandrie le 26, qu'il quitte le 8 novembre à bord d'une tartane portant un courrier du gouvernement. Après une traversée mouvementée, il débarque à Ancône le 4 décembre avant de regagner la France par voie terrestre, arrivant à Paris le 18 février 1799.

Le 2 mars 1799, il livre son premier compte-rendu de l'expédition aux membres de la société philotechnique. Après avoir composé pour ses amis un drame poétique intitulé L'Entrée des Français au Caire, il met en ordre ses papiers afin de publier le compte-rendu de son voyage et de ses relevés : Relation de l'expédition d’Égypte, suivie de la description de plusieurs des monumens de cette contrée, et ornée de figures, Paris, An VII (1799). Cet ouvrage, traduit en anglais dès 1800, contient une première partie historique retraçant le début de l'expédition, avec une carte de la Basse-Égypte et un plan de la bataille navale d'Aboukir, puis une seconde partie descriptive présentant plus particulièrement trois monuments alexandrins : la colonne de Pompée, la « cuve » (un sarcophage antique, identifié plus tard comme celui de Nectanebo II, transformé en bassin aux ablutions) de la mosquée Saint-Athanase et l'obélisque de Cléopâtre.

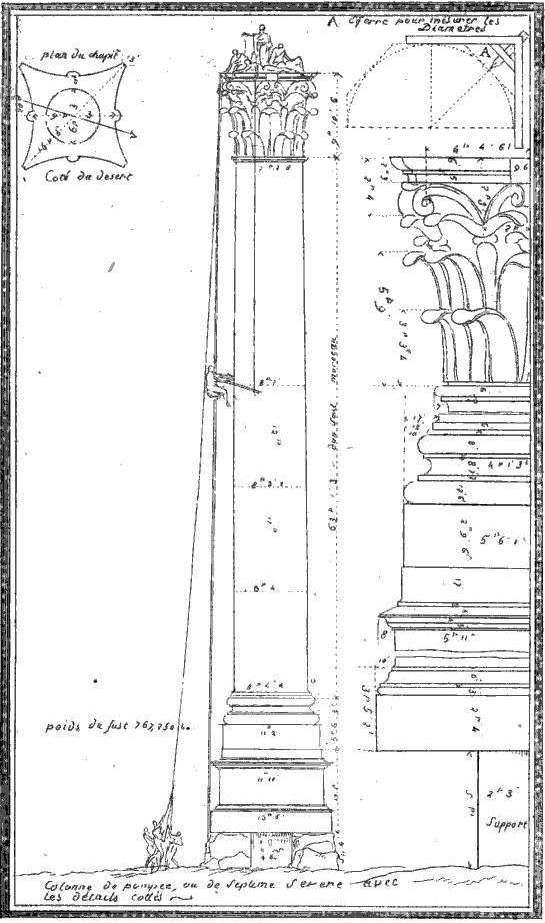
Colonne de Pompée.
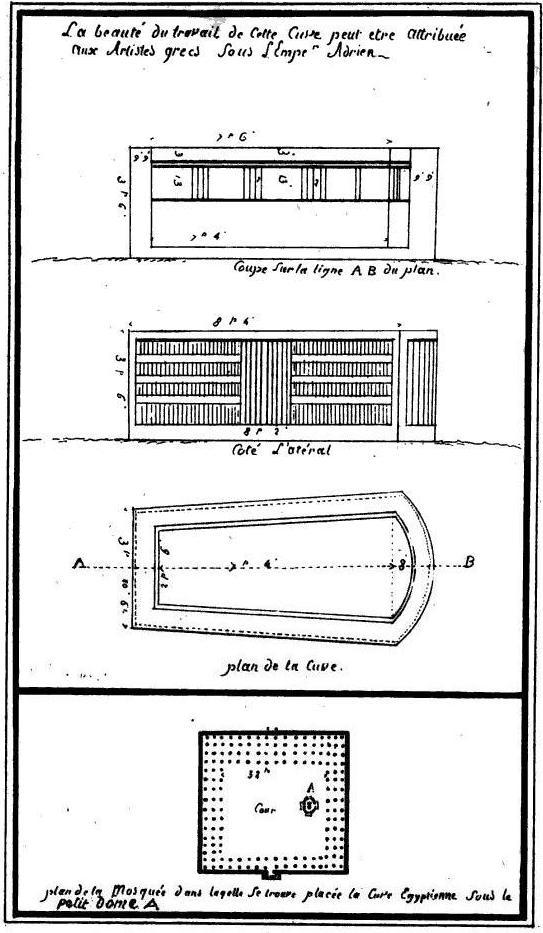
« Cuve » de la mosquée Saint-Athanase.
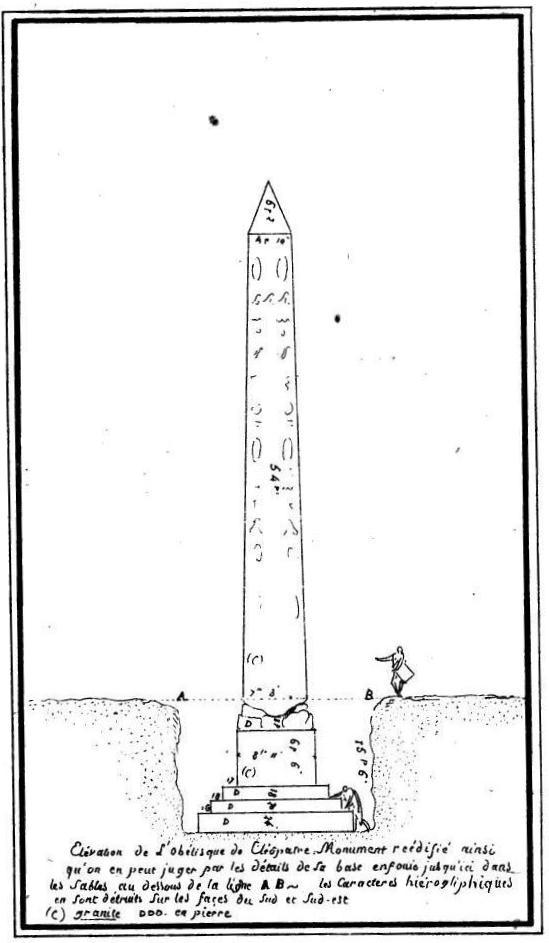
Obélisque de Cléopatre.
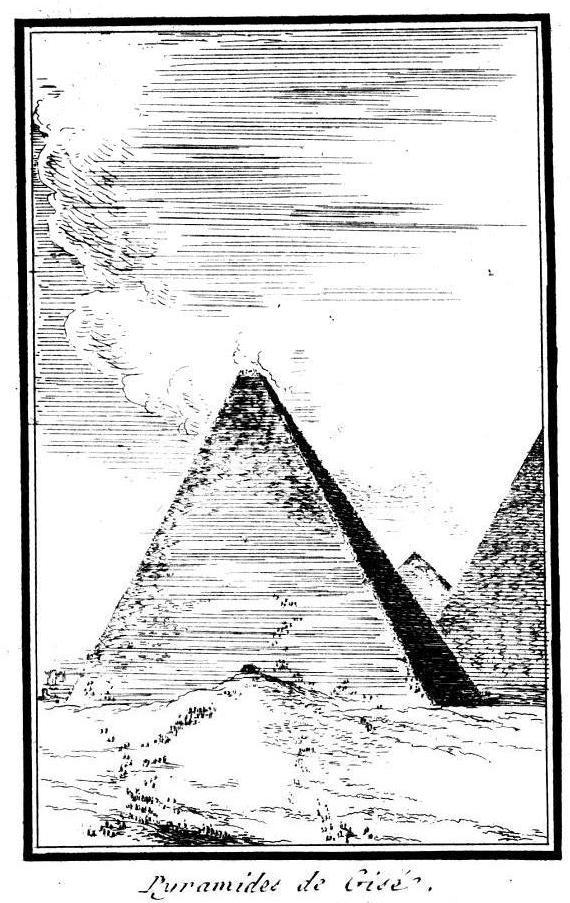
Pyramides de Gizeh.

Au Salon de 1799, Norry présente deux dessins issus de travaux commandés par Bonaparte pour Alexandrie : un projet de transformation de la colonne de Pompée en mémorial de la prise d'Alexandrie et le plan d'un lazaret projeté sur l'emplacement du cap des figuiers (Ras el-Tin).

### Carrière après 1799
Membre titulaire du Conseil des bâtiments civils de 1803 à 1819, Norry en devient membre honoraire après sa démission le 24 mai de cette dernière année. C'est certainement à ce titre qu'il rédige, avec ses confrères Chalgrin, Raymond, Viel et Rondelet, un rapport à l'attention du ministère de l'Intérieur sur l'école d'architecture rurale de François Cointeraux, théoricien du pisé (1803).

Chef du bureau des bâtiments civils et des prisons auprès du ministère de l'Intérieur, Norry est également nommé en 1803 inspecteur général de la grande voirie de la capitale puis, sous la Restauration, architecte des Menus-Plaisirs du roi. En 1825, il est nommé chevalier de la Légion d'honneur.
Norry est le père de deux artistes. L'un d'eux est Charles-Désiré Norry (1796-1818), dont Ingres a dessiné le portrait à Rome en 1817 (conservé à la Morgan Library).

## Publication
- Charles Norry, Relation de l’Expédition d’Égypte…, Paris, Éd. C. Pougens, an vii de la république 1798-1799, VIII-64 p., in-8° (lire en ligne).